# ヌメロニム
ヌメロニム（英語: numeronym）もしくは数略語は、長い英単語を数字で省略して表現する語。比較的長い英単語を、その先頭と末尾のみ残して、間に残された文字をその文字数（桁数）で省略する。代表的な例に i18n など。

## 由来
1985年、DECの技術者である Jan Scherpenhuizen が自分の電子メールアドレスの作成をシステム管理者に依頼したところ S12n というアカウントを得たという。この表現方法を気に入った本人が社内に広め、 i18n などの略語が誕生していったとされる。

## 代表的な数略語
- a11y - Accessibility（利用しやすさ）[2]
- c14n - Canonicalization（正準，正規化）[3]
- d11n - Documentation（文書化）[4]
- G11n - Globalisation / Globalization（世界化）[5][6]
- i18n - Internationalisation / Internationalization（国際化）[1][5][6]
- i14y - Interoperability（相互運用性）[7]
- K8s - Kubernetes
- L10n - Localisation / Localization（地域化）[5][6]
- m17n - Multilingualisation / Multilingualization（多言語化）[5]
- n11n - Normalisation / Normalization（正規化）[8]
- P13n - Personalisation / Personalization（個人化）
- P45 - Pneumonoultramicroscopicsilicovolcanoconiosis
- tr8n - Translation（翻訳）[9]
- v12n - Virtualisation / Virtualization（仮想化）
- D34n - Demand response based resource provision

## 広義の数略語

### 発音ベースの数略語
単語の中に数字の発音が含まれている場合に用いられることがある。例えば "canine" という英単語は、その発音 ("kay" + "nine") から "K9" と省略することがある。他にも、フランスでは "cassette" の単語は、発音 ("ka" + "sept") から "K7" と省略することがある。
厳密には同じ発音ではないものの、 "to" を "2" に、 "for" を "4" と省略する場合がある。これは日本でも散見でき、例えばかつて存在した個人向けプロバイダ事業のサービス名称「IIJ4U」は for you を 4U と略している
。また、音楽ユニットの名称「HITOE'S 57 MOVE」は gonna を日本語読みの "5" と "7" で略している。
数字の8の発音（エイト）を応用したスラングにも用いられることがあり、例えば "GREAT" を "GR8" と表現する場合がある。応用的に "see you later" を "CUL8R" と省略する手法がある。アヴリル・ラヴィーンの楽曲「スケーター・ボーイ」の英語表記 "Sk8er Boi" などに見られる。

### 電話番号を利用した数略語
広く一般に著名な市外局番などの場合、その数字で表現することがある。例えば、"New Yorker" のことを、地域の市外局番から "212" と省略することがある。
同様の省略は日本においても散見され、例えば「警察に緊急通報するための電話をかける」ことを「110番する」と表現することがある。

## 脚註